# Раймон де Мираваль
Раймо́н де Мирава́ль (реже Раймон Миравальский; фр. Raimon de Miraval, годы творчества 1180—1215) — французский трубадур. Миравалю приписывают 48 стихотворений («песен»), из них 22 сохранились с музыкой.

## Очерк биографии и творчества
Родился, вероятно, в небольшом именном замке Мираваль, близ Каркассона (на юге Франции). Жил при дворе тулузского графа Раймунда VI. В период альбигойской войны, в 1209 или в 1211, лишился своего замка в Миравале. 
Из 48 приписываемых Миравалю стихотворений («песен») 22 нотированы, таким образом, он второй по количеству сохранившейся трубаурской музыки после Гираута Рикье. 
Рассказ о браке де Мираваля с поэтессой Гаудайренкой (Gaudairenca) и о его неудачах в любовных похождениях изложен им в прозе, на древнепровансальском наречии.
Раймон де Мираваль умер в Льейде (Каталония), в цистерцианском монастыре Святой Клары (кат. Convent de Santa Clara de Lleida).